# Портсмутски мир
Портсмутски мир (рус. Портсмутский мирный договор — Портсмутски мировни уговор, јап. ポーツマス条約 — Портсмутска конвенција) јесте споразум који је формално окончао Руско-јапански рат из 1904/05. Потписан је 5. септембра 1905. године, након преговора који су трајали од 6. до 30. августа, у Морнаричком бродоградилишту Портсмут у Китерију (Мејн, САД). Председник САД Теодор Рузвелт био је посредник у преговорима и добио је Нобелову награду за мир за уложене напоре.